# Milada (film)
Milada je český životopisný a historický film popisující životní příběh Milady Horákové od jejího mládí až po proces završený její justiční vraždou. Film byl natočen v angličtině a předabován do češtiny. Hlavní roli ztvárnila izraelská herečka Ayelet Zurerová.

## Obsazení
| Ayelet Zurerová [dabing Lucie Trmíková] | Milada Horáková                    |
| Dagmar Bláhová                          | Františka Plamínková               |
| Robert Gant                             | Bohuslav Horák, manžel             |
| Jaromír Dulava                          | Otec Horák                         |
| Vica Kerekes                            | Věra Tůmová, sestra                |
| Aňa Geislerová                          | prokurátorka Ludmila Brožová       |
| Marián Mitaš                            | vyšetřovatel Karel Šváb            |
| Taťjana Medvecká                        | dcera Milady Horákové po 40 letech |

## Produkce

### Scénář
Scénář napsal David Mrnka a popisuje v něm jak politickou, tak i osobní stránku příběhu Milady Horákové. Film tak bude obsahovat také její ambice či pochybnosti i její rodinný život a vnitřní boj. Zdrojem Mrnkovi byly osobní dopisy a fotografie, ale také paměti Bohuslava Horáka, manžela Milady, které mu poskytla jejich dcera Jana Kánská.
Vybrat pro scénář klíčové události Miladina života bylo velmi obtížné. Mrnka se přitom ale nevyhýbal ani stinným stránkám Horákové. Psaní scénáře asistovalo několik odborných poradců.

### Přípravy
Režisér filmu David Mrnka, pro kterého je film režijním debutem, hledal vhodnou kandidátku pro obsazení hlavní role mezi více herečkami. Ve hře byly Kate Winsletová, Maggie Gyllenhaalová či Vera Farmigaová, volba nakonec padla na Ayelet Zurerovou. Klíčem k výběru byl mix několika kritérií, mezi nimi podobnost protagonistce, herecký výkon, prodejnost a distribuční potenciál v zahraničí. Hlavním kritériem ale bylo, aby herečka dokázala pochopit roli a vžít se do ní, což zvládla Zurerová i kvůli tomu, že je její maminka Slovenka.

### Natáčení
Úplně první záběr, ze závěrečné fáze filmu, byl natočen v sobotu 5. listopadu 2016 v Praze.
Scény z výslechové místnosti, kde se snaží vyšetřovatelé dohnat Miladu Horákovou ke smyšlenému přiznání, filmaři natáčeli v neobydleném domě nedaleko hlavního nádraží v Praze. Další scény se natáčely v autentických lokacích, například v Terezíně, na Šumavě nebo u Hradce Králové.

## Ocenění
Film Milada získal dva České lvy. Prvního za nejlepší masky, druhého za nejlepší kostýmy. Snímek se dobře umístil také v dalších kategoriích.